# Heykel Megannem
Heykel Megannem (ur. 28 lutego 1977 r. w Moknine) – tunezyjski piłkarz ręczny występujący na pozycji środkowego rozgrywającego, kapitan reprezentacji kraju, olimpijczyk, trzykrotny mistrz Afryki.

## Kariera klubowa
W piłkę ręczną zaczął grać w 1988 roku w klubie z rodzinnego miasta, Sporting Club de Moknine, po czym przez siedem lat występował w stołecznym Espérance Tunis. W 2002 roku został ściągnięty do Francji do klubu Sélestat Alsace Handball. Po trzech sezonach w Alzacji, kolejne dwa spędził w USAM Nîmes. W tym czasie dwukrotnie (w sezonach 2004-2005 i 2005-2006) był najlepszym środkowym rozgrywającym ligi francuskiej, dodatkowo w drugim z nich został wybrany jej najlepszym graczem.
W lipcu 2007 roku podpisał czteroletni kontrakt z ligowym potentatem, Montpellier Agglomération Handball, który jednak został rozwiązany za porozumieniem stron po dwóch sezonach, gdy do klubu przybył Nikola Karabatić – w nich jednak zawodnik zdobył dwa tytuły mistrza Francji, dwa puchary kraju oraz puchar ligi. Związał się następnie trzyletnią umową z Saint-Raphaël Var Handball, przedłużoną w 2012 roku jeszcze o jeden sezon. Z zespołem tym zdobył brązowy medal mistrzostw kraju oraz dwukrotnie gościł w finale pucharu ligi. Na początku 2013 roku uzgodnił jednak z władzami klubu odejście jeszcze w trakcie sezonu do katarskiego Lekhwiya SC. Ostatni mecz w jedenastoletniej karierze we francuskiej ekstraklasie rozegrał przeciw HBC Nantes 6 marca 2013 roku. Już pod koniec kwietnia tego roku ze swoim nowym klubem zdobył mistrzostwo Kataru. W kolejnym roku występował w barwach Al-Jaish zwyciężając w azjatyckiej lidze mistrzów oraz plasując się na czwartej lokacie w IHF Super Globe 2014. Został też wypożyczony do Espérance Tunis na zakończone trzecią pozycją rozgrywki afrykańskiej ligi mistrzów.

## Kariera reprezentacyjna
W tunezyjskiej kadrze zadebiutował w czerwcu 1998 roku. Trzykrotnie – w edycjach 2006, 2010 i 2012 – zwyciężał w mistrzostwach Afryki zdobywając dodatkowo nagrody dla najlepszego środkowego rozgrywającego i MVP tego turnieju. W mistrzostwach świata wystąpił sześciokrotnie, a jego największym sukcesem było czwarte miejsce w roku 2005, uplasował się tam również w pierwszej dziesiątce pod względem asyst. Dwukrotnie wystąpił na letnich igrzyskach olimpijskich – w Sydney zajął dziesiątą, a w Londynie ósmą pozycję. Na tych drugich był chorążym tunezyjskiej ekipy, a po nich zakończył karierę reprezentacyjną.
Megannem mający na koncie ponad 270 reprezentacyjnych występów na prośbę trenerów przyjął powołanie do składu na Mistrzostwa Świata w Piłce Ręcznej Mężczyzn 2015, po których zakończył karierę zawodniczą.

## Sukcesy
- mistrzostwo Afryki: 2006, 2010, 2012
- mistrzostwo Francji: 2007/2008, 2008/2009
- puchar Francji: 2007/2008, 2008/2009
- puchar ligi francuskiej: 2007/2008
- mistrzostwo Kataru: 2012/2013
- azjatycka liga mistrzów: 2014

## Nagrody indywidualne
- najlepszy środkowy rozgrywający LNH: 2004/2005, 2005/2006
- najlepszy zawodnik LNH: 2005/2006
- najlepszy środkowy rozgrywający mistrzostw Afryki: 2006, 2012
- najlepszy zawodnik mistrzostw Afryki: 2006